# باشگاه فوتبال ولورهمپتون واندررز
باشگاه فوتبال ولورهمپتون واندررز (به انگلیسی: Wolverhampton Wanderers Football Club) (‎i‎/ˌwʊlvərˈhæmptən/‎ WUUL-vər-HAMP-tən)، که معمولاً با نام وُلوز شناخته می‌شود،  یک باشگاه فوتبال حرفه‌ای مستقر در ولورهمپتون انگلستان است. این باشگاه در بالاترین سطح فوتبال انگلستان یعنی لیگ برتر رقابت می‌کند. پس از زمان نقل مکان از دادلی رود در سال ۱۸۸۹، اکنون ورزشگاه مالینیو میزبان بازی‌های خانگی‌شان است. لباس سنتی این باشگاه شامل پیراهن‌ها و جوراب‌های طلایی با شورت‌های مشکی است. از سال ۱۹۷۹، لوگوی باشگاه که طرح «سر گرگ» است، بر روی لباس گنجانده شد. ولورهمپتون با سایر باشگاه‌های میدلندز غربی، از جمله استون ویلا، استوک سیتی و بیرمنگام سیتی رقابت‌های دیرینه‌ای دارد، اما رقابت اصلی‌شان، هماورد بلک کانتری با وست برومویچ است. از سال ۲۰۱۶، این باشگاه متعلق به شرکت چینی فوسان اینترنشنال است.
ولورهمپتون که در سال ۱۸۷۷ با نام باشگاه فوتبال سنت لوک تأسیس شد، دو سال بعد نام خود را به ولورهمپتون واندررز تغییر داد و در سال ۱۸۸۸ یکی از اعضای بنیان‌گذار لیگ فوتبال شد. آنها برای اولین بار در سال ۱۸۹۳، جام حذفی را بالای سر بردند و بار دیگر در سال ۱۹۰۸ به عنوان یک تیم دسته دومی به این جام دست یافتند. در سال ۱۹۲۳، ولورهمپتون به دسته سوم سقوط کرد، اما با قهرمانی در فصل ۲۴–۱۹۲۳ دسته سوم شمال و پس از آن قهرمانی در دسته دوم در سال ۱۹۳۲، به سطح اول فوتبال انگلستان بازگشت. در سایه مربیگری استن کالیس، این تیم سه بار در فصل‌های ۵۴–۱۹۵۳، ۵۸–۱۹۵۷ و ۵۹–۱۹۵۸، قهرمان لیگ شد. قهرمانی در دو فینال جام حذفی در سال‌های ۱۹۴۹ و ۱۹۶۰ از افتخارات دیگرشان تحت هدایت کالیس بود. در سال ۱۹۶۵ و پس از ۲۶ فصل حضور متوالی در سطح برتر فوتبال انگلیس، به دسته پایین‌تر سقوط کردند اما بازگشت‌شان به دسته اول تنها دو فصل طول کشید. ولوز در سال‌های ۱۹۷۴ و ۱۹۸۰ قهرمان جام اتحادیه شد، اگرچه در فاصله میان این دو قهرمانی و در پایان فصل ۷۶–۱۹۷۵، یک سقوط به دسته پائین‌تر را تجربه کرد. 
در طول رکود اقتصادی اوایل دهه ۱۹۸۰، باشگاه دچار بحران مالی شد و در سال ۱۹۸۲ تا مرز انحلال پیش رفت. در فاصله میان فصل‌های ۸۲–۱۹۸۱ تا ۸۶–۱۹۸۵، ولورهمپتون چهار بار سقوط کرد، تا آنجا که برای اولین بار و تاکنون تنها بار در تاریخش، به دسته چهارم لیگ فوتبال رسید. با این حال، باشگاه بلافاصله یک تحول ناگهانی را آغاز کرد و پس از شکست در فینال پلی‌آف سال ۱۹۸۷، در فصل‌های ۸۸–۱۹۸۷ قهرمانی دسته چهارم و در فصل بعد، قهرمانی دسته سوم را کسب کرد و خود را تا دسته دوم بالا کشید.
پس از چهارده فصل حضور در دسته دوم بین سال‌های ۱۹۸۹ تا ۲۰۰۳، با پیروزی در پلی‌آف صعود در سال ۲۰۰۳، ولورهمپتون برای اولین بار به لیگ برتر راه یافت که در سال ۱۹۹۲ تأسیس شده بود، هرچند که حضورشان در این دسته، تنها یک فصل دوام داشت. بازگشت دوباره به لیگ برتر با قهرمانی چمپیونشیپ در فصل ۰۹–۲۰۰۸ حاصل شد و پس از سه فصل رقابت در این لیگ، تا سطح لیگ یک سقوط کرد. این باشگاه پس از کسب اولین عنوان قهرمانی لیگ یک در فصل ۱۴–۲۰۱۳ و پس از آن یک قهرمانی دیگر در دسته چمپیونشیپ در سال ۲۰۱۸، به لیگ برتر بازگشت.
در سال ۱۹۵۳، ولورهمپتون به یکی از اولین باشگاه‌های بریتانیایی تبدیل شد که در ورزشگاه خانگی خود نورافکن نصب کرد. پس از نصب نورافکن و در فاصله بین سال‌های ۱۹۵۳ تا ۱۹۵۶، باشگاه چند بازی دوستانه مقابل تیم‌های مطرح خارجی ترتیب داد که از تلویزیون پخش شد. پخش تلویزیونی این بازی‌ها در زیر نورافکن، نقش مهمی در راه‌اندازی جام باشگاه‌های اروپا در سال ۱۹۵۵ داشت. ولوز در فصل ۶۰–۱۹۵۹ تا مرحله یک‌چهارم نهایی این رقابت‌ها و در فصل ۶۱–۱۹۶۰ تا نیمه نهایی جام برندگان جام اروپا پیش رفت و در سال ۱۹۷۲ نائب قهرمان فینال اولین دوره از جام یوفا شد. پس از ۳۹ سال غیبت از مسابقات اروپائی، ولورهمپتون در سال ۲۰۲۰ به مرحله یک‌چهارم نهایی لیگ اروپا رسید.

## تاریخچه

### شکل‌گیری و لیگ فوتبال (۱۸۹۳–۱۸۷۹)
در نسخه سال ۲۰۰۰ از کتاب راهنمای جامع فوتبال انگلیس، در بخش تاریخچه، صفحه ولوز با این جمله آغاز می‌شود: «نام ولوز در صفحات تاریخ فوتبال انگلیس می‌درخشد». ولورهمپتون نیز مانند چندین باشگاه دیگر همچون اورتون، بی‌ادعا آغاز به کار کرد و دو عامل کریکت و کلیسا در شکل‌گیری آن نقش بسزایی داشت. این باشگاه در سال ۱۸۷۷ با نام باشگاه فوتبال سنت لوک توسط دو دانش‌آموز مدرسه کلیسای سنت لوک به نام‌های جان بینتون و جان برودی، در بلیکنهال تأسیس شد. ایده ایجاد تیم فوتبال پس از آن شکل گرفت که هری بارکرافت، مدیر مدرسه، یک توپ فوتبال به آنها هدیه داده بود. این تیم اولین بازی خود را در ۱۳ ژانویه ۱۸۷۷ مقابل یک تیم ذخیره از استافورد رود انجام داد و شکست ۸–۰ اولین نتیجه آنها بود. در اوت ۱۸۷۹، این تیم تازه تاسیس با بخش فوتبال یک باشگاه کریکت محلی به نام بلیکنهال واندررز ادغام شد و اینگونه ولورهمپتون واندررز شکل گرفت. آنها که در ابتدا در دو تکه زمین در شهر بازی می‌کردند، در سال ۱۸۸۱ به یک مکان بزرگتر به نام دادلی رود نقل مکان کردند. در فصل ۸۴–۱۸۸۳، ولورهمپتون برای اولین بار در جام حذفی کشور شرکت کرد و دور اول را با پیروزی ۴–۱ پشت سر گذاشت اما با شکست ۲–۴ در دور دوم، از مسابقات حذف شد. باشگاه در همان فصل، وارد «جام رکین» شد و با قهرمانی در این رقابت‌ها، اولین جام باشگاه به دست آمد. با حرفه‌ای شدن ولورهمپتون، در سال ۱۸۸۸ این باشگاه به عنوان یکی از دوازده نامزد بنیان‌گذار لیگ فوتبال معرفی شد. در ۸ سپتامبر ۱۸۸۸، اولین هفته در تاریخ مسابقات لیگ فوتبال برگزار شد و در این بازی ولورهمپتون به مصاف استون ویلا رفت. فصل افتتاحیه از لیگ فوتبال، برای گرگ‌ها در جایگاه سوم به پایان رسید و در جام حذفی، تا فینال پیش رفتند اما جام را با نتیجه ۳–۰ به قهرمان لیگ، پرستون نورث اند باختند. در پایان این فصل، باشگاه برای آخرین بار زمین بازی خود را تغییر داد و به مالینیو که در آن زمان یک پارک تفریحی با نام میدان مالینیوبود، نقل مکان کرد.

### موفقیت در جام حذفی و سال‌های جنگ جهانی (۱۹۵۰–۱۸۹۳)

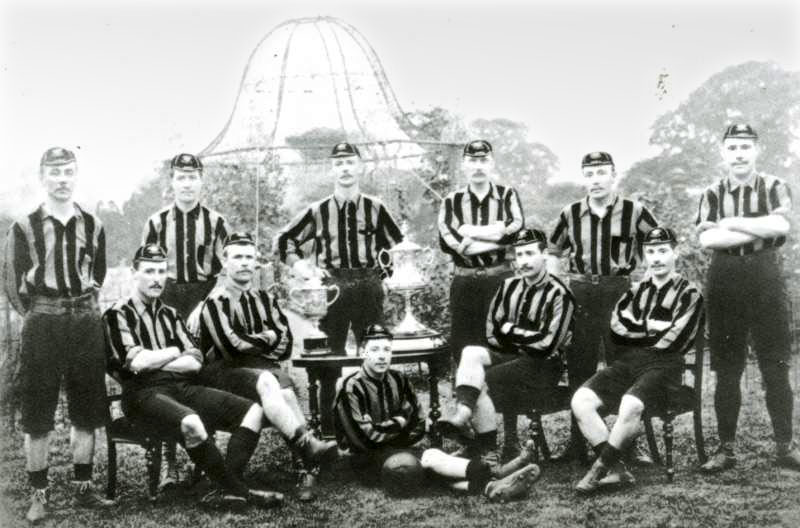
تیم قهرمان جام حذفی فوتبال انگلیس در سال ۱۸۹۳

ولوز برای اولین بار در سال ۱۸۹۳ با پیروزی ۱–۰ مقابل اورتون، جام حذفی را بالای سر برد و در سال ۱۸۹۶ برای سومین بار به فینال جام حذفی راه یافت. در سال ۱۹۰۸، دو سال پس از سقوط به دسته دوم با پیروزی ۳–۱ مقابل نیوکاسل دومین جام در رقابت‌های حذفی  را به دستاورد سال ۱۸۹۳ اضافه کرد. در طول سال‌های جنگ جهانی اول، ولورهمپتون تلاش داشت تا جایگاهش را در دسته اول بازپس‌گیرد و در همان دوره، نائب قهرمان فینال جام حذفی در سال ۱۹۲۱ شد اما تلاش برای بازگشت به دسته اول ناکام ماند و در سال ۱۹۲۳ به مدت یک فصل به دسته سوم شمال سقوط کرد. هشت سال پس از صعود به دسته دوم، ولورهمپتون تحت هدایت فرانک باکلی با عنوان قهرمان این دسته، پس از ۲۶ سال دوری، بار دیگر به جمع ۲۲ تیم برتر فوتبال انگلستان بازگشت. با هدایت باکلی، این تیم در سال‌های منتهی به جنگ جهانی دوم به یکی از تیم‌های برتر باشگاهی در انگلستان تبدیل شد و دو بار متوالی در فصل‌های ۳۸–۱۹۳۷ و ۳۹–۱۹۳۸، نایب قهرمانی لیگ را به دست آورد. همچنین یکی از دو تیم حاضر در آخرین فینال جام حذفی قبل از جنگ بود اما با شکستی غیرمنتظره مقابل پورتسموث، جام را از دست داد. در فصل ۳۸–۱۹۳۷، ولوز به کسب اولین قهرمانی‌اش در دسته اول نزدیک شد و پیروزی در آخرین بازی فصل مقابل ساندرلند میزبان، می‌توانست این مهم را قطعی کند، اما شکست ۱–۰ نتیجه بازی بود و در نهایت فصل با یک امتیاز اختلاف نسبت به آرسنال قهرمان، در خانه دوم جدول به پایان رسید. در مدت دو فصل قبل از تعلیق لیگ در طول جنگ جهانی دوم، یکی از مواردی که توجه زیادی را به سوی باکلی و تیمش جلب کرد، اصرار باکلی بر تزریق عصاره غده میمون به بازیکنانش برای افزایش استقامت و بهبود عملکرد آنها بود، عملی که لیگ فوتبال با آن مخالفت کرد اما آن را ممنوع نکرد.
پس از جنگ جهانی دوم، لیگ از سر گرفته شد و ولوز بار دیگر از مدعیان قهرمانی بود. همانند سال ۱۹۳۸، پیروزی در آخرین هفته مقابل رقیب اصلی‌شان، لیورپول، می‌توانست عنوان قهرمانی را نصیبشان کند، اما با شکست ۲–۱، قهرمانی را به مهمانش لیورپول واگذار کرد. این بازی، آخرین بازی استن کالیس با پیراهن ولوز بود و یک سال بعد، در جایگاه سرمربی همراه باشگاه شد. در اولین فصل مربیگری کالیس، ولورهمپتون با شکست لستر سیتی در فینال رقابت‌های حذفی، پس از ۴۱ سال این جام را بالای سر برد و سال بعد، تنها به دلیل میانگین گل زده کمتر در هر بازی، قهرمانی در لیگ را به پورتسموث باخت.

### دوران استن کولیس (۱۹۶۰–۱۹۵۰)
دهه ۱۹۵۰ با اختلاف، موفق‌ترین دوره در تاریخ باشگاه بود. سرانجام در فصل ۵۴–۱۹۵۳، ولوز با چهار امتیاز اختلاف نسبت به رقیب محلی خود، وست برومویچ آلبیون، با کاپیتانی بیلی رایت، برای اولین بار قهرمان لیگ شد. دیری نگذشت که در دو فصل متوالی (۵۸–۱۹۵۷ و ۵۹–۱۹۵۸) دو قهرمانی دیگر نیز به دست آمد. در آن برهه، ولورهمپتون با منچستر یونایتد برای کسب عنوان بهترین تیم فوتبال انگلیس رقابت داشت. ولوز هم به خاطر موفقیت‌های داخلی باشگاه و هم به خاطر برگزاری «بازی‌های دوستانه خبرساز» در برابر سایر تیم‌های برتر باشگاهی از سراسر جهان مشهور بود. ولوز یکی از اولین باشگاه‌های بریتانیا بود که در سال ۱۹۵۳ با هزینه ۱۰٬۰۰۰ پوند (۲۸۱٬۳۰۸٫۶۴ پوند به قیمت‌های سال ۲۰۱۹) روی نورپردازی ورزشگاهش سرمایه‌گذاری کرد. شاید یکی از مشهورترین بازی‌های دوستانه ولوز در آن زمان، پیروزی آنها مقابل بوداپست هونود بود که بسیاری از اعضای تیم ملی مجارستان را در ترکیب داشت و به تازگی در دو بازی انگلستان را شکست داده بود. این پیروزی سبب شد رسانه‌های انگلیس، ولوز را «قهرمان جهان» اعلام کنند. این بازی‌های دوستانه، انگیزه نهایی برای گابریل آنو، سردبیر لکیپ، شد تا پیشنهاد ایجاد جام اروپا را ارائه دهد (که بعداً به عنوان لیگ قهرمانان اروپا تغییر نام داد). ولوز یکی از اولین باشگاه‌های بریتانیایی بود که در این مسابقات شرکت کرد. در فصل ۵۸–۱۹۵۷، وولوز در دو بازی دوستانه رئال مادرید را در مجموع با نتیجه ۵–۴ شکست داد؛ ۳–۲ در ولورهمپتون و ۲–۲ در مادرید.

### جام‌های دهه‌های ۶۰ و ۷۰ میلادی (۱۹۸۰–۱۹۶۰)

مودار عملکرد سالانه وولوز در نظام لیگ‌های فوتبال انگلستان.

دهه ۱۹۶۰ با چهارمین قهرمانی در جام حذفی آغاز شد و در لیگ، از مدعیان بود و می‌توانست اولین «دوگانه» لیگ و جام حذفی قرن بیستم در فوتبال انگلیس دست پیدا کند، اما در هفته پایانی فصل، برنلی تنها با یک امتیاز اختلاف، قهرمانی را از آنها ربود. با وجود شروعی درخشان در ابتدای دهه ۱۹۶۰، باقی این دهه با افول ولوز ادامه یافت. پس از نایب قهرمانی لیگ در فصل ۶۰–۱۹۵۹، در فصلی که تاتنهام هاتسپر، «دوگانه» لیگ و جام حذفی را به دست آورد، ولوز در جایگاه سوم قرار گرفت. تیم کالیس رو به افول گذاشته بود و او، پس از شانزده سال هدایت ولوز، سرانجام در سپتامبر ۱۹۶۴، پس از شروعی فاجعه‌بار در فصل ۶۵–۱۹۶۴ برکنار شد. اخراج کالیس مانع از سقوط به دسته پایین‌تر نشد و این باشگاه برای اولین بار از سال ۱۹۳۲، از دسته برتر فوتبال انگلستان خارج شد. این سقوط، اولین آنها از فصل ۲۳–۱۹۲۲ بود. با این حال، تبعید از لیگ برتر تنها دو فصل طول کشید و در سال ۱۹۶۷ به عنوان نایب قهرمان دسته دوم، به جمع تیم‌های برتر بازگشت.
در انتهای فصل ۱۹۶۷، ولوز در لیگ تازه تأسیس یونایتد در آمریکای شمالی بازی کرد که باشگاه‌هایی از اروپا و آمریکای جنوبی را می‌پذیرفت. این باشگاه در این لیگ با نام «لس آنجلس ولوز» رقابت کرد و قهرمان دسته غرب شد و پس از پیروزی مقابل قهرمان دسته شرق، واشینگتن ویپس، در فینال لیگ، قهرمان نهایی شد.
بازگشت به لیگ برتر در سال ۱۹۶۷، دوره دیگری از موفقیت نسبی را تحت هدایت بیل مکگاری رقم زد. کسب مقام چهارم لیگ در سال ۱۹۷۱ و دستیابی به سهمیه جام یوفا که به تازگی تأسیس شده بود، از جمله این موفقیت‌های ولوز بود. رسیدن به فینال جام یوفا، توفیق بزرگ دیگری بود و ولوز در این مسیر، یوونتوس را در یک چهارم نهایی و فرنتس‌واروش را در نیمه نهایی شکست داد. فینال به صورت رفت و برگشت برگزار شد و شکست ۲–۱ مقابل تاتنهام هاتسپر در بازی رفت، با تساوی ۱–۱ در بازی برگشت جبران نشد و ولوز در نهایت با نتیجه ۳–۲، عنوان قهرمانی را از دست داد. دو سال بعد، با پیروزی ۲–۱ مقابل منچستر سیتی در فینال، اولین قهرمانی در جام اتحادیه به کارنامه ولوز اضافه شد. با وجود سقوط دوباره در سال ۱۹۷۶، ولوز در اولین تلاش خود، تحت مربیگری سمی چونگ به عنوان قهرمان دسته دوم به دسته برتر بازگشت، و سپس با هدایت جان بارنول، به اوج بازگشت. در آغاز دهه هشتاد، ولوز در جمع شش تیم برتر لیگ قرار گرفت و جام اتحادیه ۱۹۸۰ را نیز به خود اختصاص داد. در فینال، اندی گری، بازیکن رکورددار آن زمان، تنها گل بازی را به ثمر رساند و ناتینگهام فارستی را شکست داد که قهرمان باشگاه‌های اروپا و مدافع عنوان قهرمانی جام اتحادیه، بود.

### بحران مالی، سقوط و بازیابی (۱۹۹۰–۱۹۸۰)
ولورهمپتون در استادیوم مولینکس بازی می‌کند که ۳۱۷۰۰ تماشاگر را در خود جای داده است. این تیم دوران شکوفایی خود را در دهه پنجاه زندگی کرد، زیرا سه بار در سالهای ۱۹۵۴ و ۱۹۵۸ و ۱۹۵۹ عنوان قهرمانی لیگ و همچنین جام حذفی در سال ۱۹۴۹ و ۱۹۶۰ میلادی و سپر خیریه را به دست آورد در ۱۹۴۹، ۱۹۵۴، ۱۹۵۸، ۱۹۵۹ و ۱۹۶۰.

## دوره‌های سخت
ولورهمپتون در فصل ۲۰۱۱/۲۰۱۲ برای ادامه روند نزولی به دسته اول سقوط کرد و فصل بعد بلافاصله به دسته دوم سقوط کرد. سپس در فصل ۲۰۱۴/۲۰۱۵ به لیگ دسته اول بازگشت و به مدت دو فصل به رقابت ادامه داد و در فصل ۲۰۱۷/۲۰۱۸ موفق شد به لیگ برتر فوتبال انگلستان بازگردد.

## لباس و نشان باشگاه
رنگ‌های سنتی باشگاه، طلایی و مشکی است که به شعار شورای شهر ولورهمپتون اشاره دارند که می‌گوید: «نور از دل تاریکی می‌آید» و این دو رنگ به ترتیب نمایانگر نور و تاریکی هستند. اگرچه رنگ‌های اصلی تیم در بدو تأسیس قرمز و سفید بودند که از رنگ‌های مدرسه سنت لوک اقتباس شده بود، اما ولورهمپتون در بیشتر تاریخ خود، با پیراهن‌های طلایی و شورت مشکی، میزبان رقیبان در بازی‌های خانگی بوده است.
در دهه‌های اولیه شکل‌گیری باشگاه، طرح‌های متنوعی برای پیراهن تیم استفاده می‌شد، از جمله طرح‌های راه‌راه و طرح دو تکه مورب و استفاده از طرح پیراهن ساده از دهه ۱۹۳۰. قبل از دهه ۱۹۶۰ از سایه تیره‌تری از طلایی استفاده می‌شد که به «طلای کهنه» معروف بود و هنوز هم اغلب در رسانه‌ها به عنوان رنگ باشگاه ذکر می‌شود.

نشان شهر ولورهمپتون.

مانند اکثر تیم‌های انگلیسی، پیراهن‌های اولیه آنها معمولاً فقط در مناسبت‌های خاص مانند فینال جام حذفی دارای نشان بودند. اولین نشانی که روی پیراهن‌های ولورهمپتون نقش بست، نشان شورای شهر ولورهمپتون بود. در اواخر دهه ۱۹۶۰، ولورهمپتون نشان اختصاصی باشگاه خود را معرفی کرد که نقش یک گرگ در حال جهیدن بود که بعداً در اواسط دهه ۱۹۷۰ به سه گرگ در حال جهیدن تغییر کرد. از سال ۱۹۷۹، این نشان شامل طرح یک «سر گرگ» است. نشان فعلی آخرین بار در سال ۲۰۰۲ بازطراحی شد.
در ماه مه ۲۰۱۹، این باشگاه در یک چالش حقوقی پیروز شد که توسط پیتر دیویس ۷۱ ساله، مدیر بازنشسته صنعت ساختمان مطرح شده بود. آقای دیویس ادعا می‌کرد طرح سر گرگ را در دهه ۱۹۶۰ به عنوان یک دانش‌آموز مدرسه‌ای کشیده و آن را در یک مسابقه هنری شرکت داده است. او ادعا داشت که معلمش از او خواست تا درک خود از قضیه شش ضلعی عرفانی بلز پاسکال را نشان دهد و او این طرح گوشه‌دار را ابداع کرد و آن را در یک مسابقه هنری که در روزنامه‌های اکسپرس و استار آگهی شده بود، شرکت داد. آقای دیویس با ادعای حق چاپ، درخواست غرامت کرده بود. اگرچه ادعای او پذیرفته نشد و اکنون با هزینه‌ها و مخارج قانونی روبرو است که در حدود ۴۵۰٬۰۰۰ پوند تخمین زده می‌شود.
در بازی‌های خارج از خانه، ولوز لباس‌های تماماً سفید می‌پوشید، اما در دهه‌های اخیر از رنگ‌های متنوعی از جمله مشکی، آبی، فیروزه‌ای، بنفش و خرمایی استفاده شده است.

### تولیدکنندگان و حامیان مالی لباس
| فصل       | تولیدکننده لباس | حامی مالی لباس      | حامی مالی لباس |
| فصل       | تولیدکننده لباس | جلو                 | آستین          |
| --------- | --------------- | ------------------- | -------------- |
| ۱۹۸۲–۱۹۷۴ | Umbro           | بدون حامی مالی      | بدون حامی مالی |
| ۱۹۸۵–۱۹۸۲ | Umbro           | Tatung              | بدون حامی مالی |
| ۱۹۸۶–۱۹۸۵ | Umbro           | بدون حامی مالی      | بدون حامی مالی |
| ۱۹۸۶      | Umbro           | Benjamin Perry      | بدون حامی مالی |
| ۱۹۸۸–۱۹۸۶ | Spall           | Staw                | بدون حامی مالی |
| ۱۹۹۰–۱۹۸۸ | Scoreline       | Manders Paint & Ink | بدون حامی مالی |
| ۱۹۹۰      | Scoreline       | Goodyear            | بدون حامی مالی |
| ۱۹۹۲–۱۹۹۰ | Bukta           | Goodyear            | بدون حامی مالی |
| ۱۹۹۴–۱۹۹۲ | Molineux        | Goodyear            | بدون حامی مالی |
| ۱۹۹۶–۱۹۹۴ | Nutmeg          | Goodyear            | بدون حامی مالی |
| ۲۰۰۰–۱۹۹۶ | Puma            | Goodyear            | بدون حامی مالی |
| ۲۰۰۲–۲۰۰۰ | Wolves Leisure  | Goodyear            | بدون حامی مالی |
| ۲۰۰۴–۲۰۰۲ | Admiral         | Doritos             | بدون حامی مالی |
| ۲۰۰۹–۲۰۰۴ | Le Coq Sportif  | Chaucer Consulting  | بدون حامی مالی |
| ۲۰۱۰–۲۰۰۹ | Le Coq Sportif  | Sportingbet         | بدون حامی مالی |
| ۲۰۱۳–۲۰۱۰ | Burrda          | Sportingbet         | بدون حامی مالی |
| ۲۰۱۵–۲۰۱۳ | Puma            | WhatHouse?          | بدون حامی مالی |
| ۲۰۱۶–۲۰۱۵ | Puma            | Silverbug           | بدون حامی مالی |
| ۲۰۱۸–۲۰۱۶ | Puma            | The Money Shop      | بدون حامی مالی |
| ۲۰۱۹–۲۰۱۸ | Adidas          | W88                 | CoinDeal       |
| ۲۰۲۰–۲۰۱۹ | Adidas          | ManBetX             | CoinDeal       |
| ۲۰۲۱–۲۰۲۰ | Adidas          | ManBetX             | Aeroset        |
| ۲۰۲۲–۲۰۲۱ | Castore         | ManBetX             | Bitci.com      |
| ۲۰۲۳–۲۰۲۲ | Castore         | AstroPay            | 12BET          |
| ۲۰۲۴–۲۰۲۳ | Castore         | AstroPay            | 6686 Sports    |
| –۲۰۲۴     | Sudu            | DEBET               | JD Sports      |

## ورزشگاه

### زمین‌های سابق
در ابتدای تأسیس باشگاه، ولوز از زمینی در گلدتورن هیل در منطقه بلیکنهال به عنوان زمین خانگی خود استفاده می‌کرد که می‌توانست حدود ۲٬۰۰۰ تماشاگر را در خود جای دهد. در سال ۱۸۷۹، آنها به زمین جان هارپر در خیابان لُور ویلیرز نقل مکان کردند و دو سال در آن زمین بازی کردند و سپس به مدت کوتاهی به جاده دادلی نقل مکان کردند و زمین جدید روبروی مهمانخانه فایتینگ کاکس قرار داشت. در همین زمین بود که آنها اولین بازی خود را در جام حذفی در سال ۱۸۸۳ و اولین بازی خود را در لیگ فوتبال در سپتامبر ۱۸۸۸ انجام دادند. اگرچه این زمین در ابتدا فقط می‌توانست ۲٬۵۰۰ تماشاگر را در خود جای دهد، اما به تدریج توسعه یافت تا در نهایت گنجایش ۱۰٬۰۰۰ نفر را داشته باشد.

### مالینیو
در تابستان ۱۸۸۹، این باشگاه به خانه دائمی خود، ورزشگاه مالینیو نقل مکان کردکه در منطقه‌ای از شهر با نام ویتمور رینز قرار دارد. نام ورزشگاه از خانه مالینیو گرفته شده است که توسط بنجامین مالینیو، یک تاجر محلی، در قرن ۱۸ در این منطقه ساخته شد و زمین‌های آن بعداً برای ایجاد امکانات تفریحی عمومی متعدد توسعه یافت. در سال ۱۸۸۹، شرکت آبجوسازی نورث‌همپتون این زمین‌ها را خریداری کرد و به باشگاه فوتبال شهر اجاره‌اش داد، که به دنبال یافتن زمینی مناسب‌تر برای یک تیم عضو لیگ فوتبال بودند. پس از بازسازی محل، در ۷ سپتامبر ۱۸۸۹ اولین بازی رسمی در این زمین، مقابل ۴٬۰۰۰ نفر برگزار شد. این زمین قادر به میزبانی از ۲۰٬۰۰۰ تماشاگر بود، اگرچه جمعیت فوتبال انگلیس در قرن ۱۹ به ندرت به این تعداد می‌رسید.
در سال ۱۹۲۳، ولوز این زمین را خریداری و با نظارت آرچیبالد لیچ، توسعه زمین را آغاز کرد، و اولین اقدام، ساخت یک جایگاه بزرگ در سمت جاده واترلو بود. در سال ۱۹۳۲، یک جایگاه جدید در سمت خیابان مالینیو ساخته شد و دو سال بعد با اضافه کردن سقف به قسمت جنوبی، توسعه ورزشگاه ادامه پیدا کرد. این قسمت جنوبی از نظر تاریخی دومین جایگاه بزرگ در بین تمام جایگاه‌های یک طبقه کشور بود و مرتباً بیش از ۳۰٬۰۰۰ نفر را در خود جای می‌داد. در این هنگام، ورزشگاه چهار جایگاه کامل داشت که پایه و اساس آن را برای نیم قرن بعدی شکل داد.

## بازیکنان

### ترکیب کنونی
تا تاریخ ۵ فوریه ۲۰۲۵
| ش. | ملیت          | پست       | بازیکن                                |
| -- | ------------- | --------- | ------------------------------------- |
|    |               |           |                                       |
| ۱  | پرتغال        | دروازه‌بان | خوزه سا                               |
| ۲  | جمهوری ایرلند | مدافع     | مت داهرتی (کاپیتان ۲)                 |
| ۳  | الجزایر       | مدافع     | رایان آیت-نوری                        |
| ۴  | اروگوئه       | مدافع     | سانتیاگو بوئنو                        |
| ۵  | زیمبابوه      | هافبک     | مارشال مونتسی                         |
| ۶  | مالی          | هافبک     | بوبکر ترائوره                         |
| ۷  | برزیل         | هافبک     | آندره                                 |
| ۸  | برزیل         | هافبک     | ژوائو گومز                            |
| ۹  | نروژ          | مهاجم     | یورگن استرند لارسن (قرضی از سلتاویگو) |
| ۱۰ | برزیل         | مهاجم     | ماتئوس کونیا                          |
| ۱۱ | کره جنوبی     | مهاجم     | هوانگ هی چان                          |
| ۱۲ | ساحل عاج      | مدافع     | امانوئل اگبادو                        |
| ۱۴ | کلمبیا        | مدافع     | یرسون موسکوئرا                        |
| ۱۵ | انگلستان      | مدافع     | کریگ داوسون                           |
| ۱۸ | اتریش         | مهاجم     | ساشا کالادزیچ                         |
| ۱۹ | پرتغال        | مهاجم     | رودریگو گومز                          |

| ش. | ملیت          | پست       | بازیکن                       |
| -- | ------------- | --------- | ---------------------------- |
|    |               |           |                              |
| ۲۰ | انگلستان      | هافبک     | تامی دویل                    |
| ۲۱ | اسپانیا       | هافبک     | پابلو سارابیا                |
| ۲۲ | پرتغال        | مدافع     | نلسون سمدو (کاپیتان)         |
| ۲۴ | پرتغال        | مدافع     | توته گومز                    |
| ۲۵ | انگلستان      | دروازه‌بان | دانیل بنتلی                  |
| ۲۶ | پرتغال        | مهاجم     | کارلوس فوربس (قرضی از آژاکس) |
| ۲۷ | فرانسه        | هافبک     | ژان ریکن بلگارد              |
| ۲۹ | پرتغال        | مهاجم     | گونسالو گوئدس                |
| ۳۰ | پاراگوئه      | مهاجم     | انسو گونزالز                 |
| ۳۱ | انگلستان      | دروازه‌بان | سم جانستون                   |
| ۳۳ | فرانسه        | مدافع     | باستین موپیو                 |
| ۳۴ | بورکینافاسو   | مدافع     | ناصر جیگا                    |
| ۳۷ | برزیل         | مدافع     | پدرو لیما                    |
| ۴۰ | ولز           | دروازه‌بان | تام کینگ                     |
| ۶۳ | جمهوری ایرلند | مهاجم     | ناتان فریزر                  |

#### بازیکنان خروجی قرضی
| ش. | ملیت          | پست   | بازیکن                                             |
| -- | ------------- | ----- | -------------------------------------------------- |
|    |               |       |                                                    |
| ۱۷ | اسپانیا       | مدافع | هوگو بوئنو (در فاینورد تا ۳۰ ژوئن ۲۰۲۵)            |
| ۲۳ | پرتغال        | مهاجم | چیکینیو (در مایورکا تا ۳۰ ژوئن ۲۰۲۵)               |
| ۲۸ | زیمبابوه      | مهاجم | تاواندا چیره‌وا (در هادرزفیلد تاون تا ۳۰ ژوئن ۲۰۲۵) |
| ۳۲ | جمهوری ایرلند | هافبک | جو هوج (در هادرزفیلد تاون تا ۳۰ ژوئن ۲۰۲۵)         |

| ش. | ملیت   | پست   | بازیکن                                           |
| -- | ------ | ----- | ------------------------------------------------ |
|    |        |       |                                                  |
| ۳۳ | هلند   | مدافع | نایجل لونویک (در هادرزفیلد تاون تا ۳۰ ژوئن ۲۰۲۵) |
| ۳۵ | هلند   | مدافع | کی-جانا هوئور (در اوسر تا ۳۰ ژوئن ۲۰۲۵)          |
| ۷۷ | ولز    | مهاجم | شم کمپبل (در ردینگ تا ۳۰ ژوئن ۲۰۲۵)              |
|    | پرتغال | مهاجم | فابیو سیلوا (در لاس پالماس تا ۳۰ ژوئن ۲۰۲۵)      |

### تیم توسعه و آکادمی
تیم زیر ۲۳ سال ولورهمپتون واندررز در فصل جاری، در دسته دوم از لیگ برتر ۲ رقابت می‌کند. این تیم به دلیل قرار گرفتن آکادمی ولورهمپتون در دسته ۱، یکی از واجدین شرایط ورود به لیگ برتر ۲ است. اگرچه این لیگ برای بازیکنان ۲۳ سال و کمتر طراحی شده است، اما سه بازیکن بالاتر از این محدوده سنی نیز می‌توانند در آن حضور داشته باشند. بازی‌های خانگی این تیم، عمدتاً در ورزشگاه آگبورو برگزار می‌شود که متعلق به باشگاه کیدرمینستر هاریرس است.

### زنان ولورهمپتون
تیم زنان وولوز که در ابتدا در سال ۱۹۷۵ تأسیس شد، در سال ۲۰۰۸ به تیم رسمی زنان این باشگاه تبدیل شد. در حال حاضر این تیم در سطح سوم فوتبال زنان انگلیس به نام لیگ ملی فوتبال زنان شمال بازی می‌کند. بازی‌های خانگی آنها در ورزشگاه نیو باکس هد در تلفورد برگزار می‌شود.

## بازیکنان و مربیان سابق

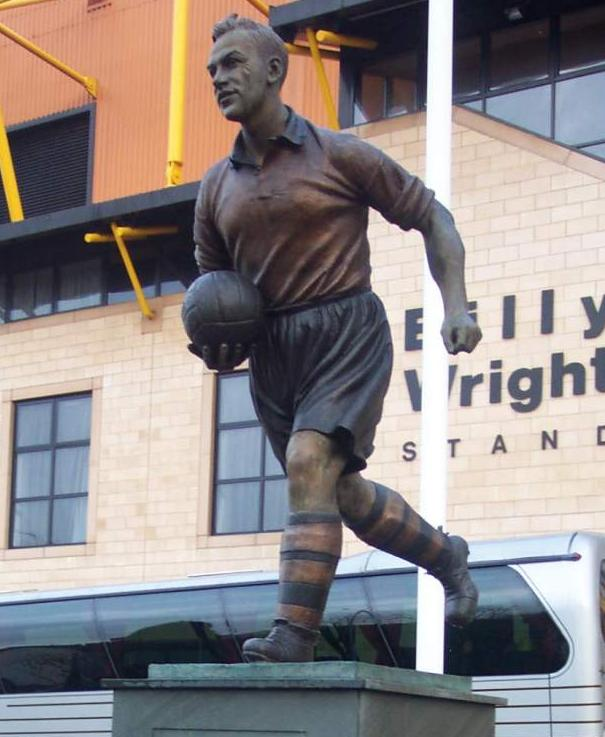
تندیس بیلی رایت محوطه بیرونی ورزشگاه مالینیو

### بازیکنان برجسته
در طول سال‌ها، بازیکنان سرشناس متعددی پیراهن این باشگاه را به تن کرده‌اند، به ویژه بیلی رایت، که ۹۰ بار کاپیتانی تیم ملی انگلیس را بر عهده داشت و اولین بازیکنی بود که رکورد صد بازی ملی را به دست آورد، و همچنین جایزه بازیکن سال فوتبال را در ۱۹۵۲ به دست آورد، افتخاری که توسط بیل اسلیتر، هافبک باشگاه، در سال ۱۹۶۰ تکرار شد. در مجموع، ۳۶ بازیکن در طول دوران حضور خود در ولورهمپتون، پیراهن تیم ملی انگلیس را به تن کرده‌اند، از جمله کانر کودی، کاپیتان سابق باشگاه و همچنین استیو بول، رکورددار گل‌زنی باشگاه که آخرین بازیکن ولورهمپتون بود که همراه با تیم ملی انگلیس در یک تورنمنت بزرگ بازی کرد.
اندی گری، املین هیوز، پل اینس و دنیس اروین که همگی سابقه قهرمانی در لیگ دارند، پیشتر برای ولوز نیز بازی کرده‌اند. از دیگر بازیکنان مطرح باشگاه، جولیان لسکات است که در ۲۶ بازی برای تیم ملی انگلیس به میدان رفت و یک گل به ثمر رساند و رابی کین که با ۶۸ گل در ۱۴۶ بازی، بهترین گلزن تاریخ ایرلند است.
تالار مشاهیر ولورهمپتون واندررز، نام بازیکنان زیر را در خود جا داده است:

### تاریخچه مربیان

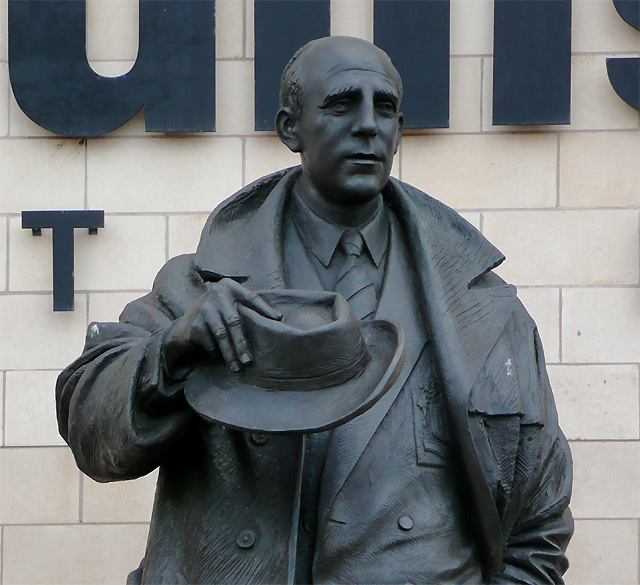
تندیس استن کالیس در محوطه بیرونی ورزشگاه مالینیو.

وولوز در طول حیات خود ۳۲ مربی مختلف داشته است که به صورت دائمی منصوب شدند. اولین مربی باشگاه، جورج ورال بود که با عنوان «منشی باشگاه» شناخته می‌شد و تا سال ۱۹۲۲ عهده‌دار این مسئولیت بود، زمانی که سمت مربیگری به یک مربی تمام وقت به معنای امروزی سپرده شد.
موفق‌ترین مربی باشگاه، استن کالیس است که در دوران ۱۶ ساله تصدی این پست، سه قهرمانی در لیگ و همچنین دو جام حذفی را برای وولوز به ارمغان آورد. دو مربی دیگر نیز به تالار مشاهیر باشگاه راه یافته‌اند: سرگرد فرانک باکلی و گراهام ترنر.. ترنر در اواخر دهه ۱۹۸۰ دو قهرمانی متوالی در لیگ را به دست آورد و در فصل ۸۸–۱۹۸۷، باشگاه را قهرمان لیگ دسته چهارم و فصل بعد قهرمان لیگ دسته سوم کرد. بیل مک‌گری و جان بارنول هر دو در دهه‌های ۱۹۷۰ و ۱۹۸۰ جام اتحادیه را برای وولوز به دست آوردند.
در قرن بیست و یکم، دیو جونز، میک مک‌کارتی و نونو اسپیریتو سانتو این باشگاه را از دسته‌های پایین‌تر به سطح لیگ برتر رسانده‌اند. در فصل ۱۴–۲۰۱۳، کنی جکت، وولوز را با رکورد ۱۰۳ امتیاز به عنوان قهرمانی لیگ یک در سطح سوم فوتبال انگلیس رساند.
زمانی که مالکیت باشگاه به دست استیو مورگان بود، استوله سولباکن اولین سرمربی خارجی ولوز شد و پس از او والتر زنگای ایتالیایی، سپس نونو اسپیریتو سانتو و برونو لاژهی پرتغالی، هدایت این تیم را بر عهده گرفتند و تحت مالکیت فعلی فوسان، خولن لوپتگی اسپانیایی و ویتور پریرای پرتغالی از مربیان خارجی باشگاه شدند.
گراهام تیلور و گلن هادل از دیگر مربیان تاریخ این باشگاه‌اند، که سابقه هدایت تیم ملی انگلیس را در کارنامه دارند.

### برخی بازیکنان سرشناس
- مایک بیلی
- پیتر برودبنت
- استیو بول
- استن کالیس
- رون فلاور
- جانی هانکوکس
- درک پارکین
- جان ریچاردز
- بیل اسلیتر
- بیلی رایت
- آداما ترائوره
- روبن نوس

## بازیکن سال
منبع: 

## تاریخچه لیگ
ولورهمپتون واندررز، یکی از اعضای بنیان‌گذار لیگ فوتبال در سال ۱۸۸۸ بود. فصل ۲۵–۲۰۲۴، صد و بیست و ششمین فصل از حضور ولورهمپتون در نظام لیگ‌های فوتبال انگلستان بود که اکثر آن را در دو دسته برتر فوتبال انگلیس گذرانده است. ولورهمپتون چهار نوبت در دسته سوم رقابت کرد که هر بار تنها یک فصل به طول انجامید. سه فصل از آن با صعود به دسته دوم به عنوان قهرمان و یک فصل با سقوط به دسته پایین‌تر به پایان رسید. این باشگاه دو فصل در دسته چهارم انگلیس (در دهه ۱۹۸۰) بازی کرده است.

### رقابت‌های کشوری
| سطح | عنوان لیگ  | مشارکت‌ها | اولین فصل حضور | آخرین فصل حضور | مجموع |
| --- | ---------- | -------- | -------------- | -------------- | ----- |
| ۱   | لیگ فوتبال | ۴        | ۱۸۸۹–۱۸۸۸      | ۱۸۹۲–۱۸۹۱      | ۶۷    |
| ۱   | دسته اول   | ۵۵       | ۱۸۹۳–۱۸۹۲      | ۱۹۸۴–۱۹۸۳      | ۶۷    |
| ۱   | لیگ برتر   | ۸        | ۲۰۰۴–۲۰۰۳      | ۲۰۲۵–۲۰۲۴      | ۶۷    |
| ۲   | دسته دوم   | ۲۹       | ۱۹۰۷–۱۹۰۶      | ۱۹۹۲–۱۹۹۱      | ۵۰    |
| ۲   | دسته اول   | ۱۱       | ۱۹۹۳–۱۹۹۲      | ۲۰۰۳–۲۰۰۲      | ۵۰    |
| ۲   | چمپیونشیپ  | ۱۰       | ۲۰۰۵–۲۰۰۴      | ۲۰۱۸–۲۰۱۷      | ۵۰    |
| ۳   | دسته سوم   | ۳        | ۱۹۲۴–۱۹۲۳      | ۱۹۸۹–۱۹۸۸      | ۴     |
| ۳   | لیگ یک     | ۱        | ۲۰۱۴–۲۰۱۳      | ۲۰۱۴–۲۰۱۳      | ۴     |
| ۴   | دسته چهارم | ۲        | ۱۹۸۷–۱۹۸۶      | ۱۹۸۸–۱۹۸۷      | ۲     |

### رقابت‌های اروپایی / بین‌المللی
| رقابت                | جام | اولین حضور | آخرین حضور | بهترین نتیجه  | مشارکت‌ها | ب  | پ  | ت | ش | گ.ز. | گ.خ. |
| -------------------- | --- | ---------- | ---------- | ------------- | -------- | -- | -- | - | - | ---- | ---- |
| لیگ قهرمانان اروپا   |     | ۵۹–۱۹۵۸    | ۶۰–۱۹۵۹    | یک‌چهارم نهائی | ۲        | ۸  | ۲  | ۲ | ۴ | ۱۲   | ۱۶   |
| جام یوفا / لیگ اروپا |     | ۷۲–۱۹۷۱    | ۲۰–۲۰۱۹    | فینال         | ۵        | ۳۷ | ۲۵ | ۵ | ۷ | ۷۹   | ۳۹   |
| جام در جام           |     | ۶۱–۱۹۶۰    | ۶۱–۱۹۶۰    | نیمه نهائی    | ۱        | ۴  | ۱  | ۱ | ۲ | ۶    | ۵    |

## افتخارات
در جدول تمام دوران از زمان آغاز لیگ در سال ۱۸۸۸، ولورهمپتون از نظر امتیاز کسب شده در تمام دسته‌ها (تا پایان فصل ۱۹–۲۰۱۸) در رتبه چهارم قرار دارد و تنها منچستر یونایتد، لیورپول و آرسنال در مجموع امتیاز بیشتری کسب کرده‌اند. ولوز اولین تیمی بود که عنوان قهرمانی را در هر چهار دسته فوتبال حرفه‌ای انگلیس به دست آورد و سابقه قهرمانی را در تمام رقابت‌های فعلی فوتبال داخلی انگلیس در کارنامه دارد.
| عنوان               | عنوان | عنوان         | سطح         | قهرمانی(ها) | قهرمانی(ها)                        | نایب‌قهرمانی(ها) | نایب‌قهرمانی(ها)                             |
| عنوان               | عنوان | عنوان         | سطح         | تعداد       | فصل‌ها                              | تعداد           | فصل‌ها                                       |
| ------------------- | ----- | ------------- | ----------- | ----------- | ---------------------------------- | --------------- | ------------------------------------------- |
| داخلی               | لیگ   | لیگ برتر      | ۱           |             |                                    |                 |                                             |
| داخلی               | لیگ   | دسته اول      | ۱           | ۳           | ۵۴–۱۹۵۳، ۵۸–۱۹۵۷، ۵۹–۱۹۵۸          | ۵               | ۳۸–۱۹۳۷، ۳۹–۱۹۳۸، ۵۰–۱۹۴۹، ۵۵–۱۹۵۴، ۶۰–۱۹۵۹ |
| داخلی               | لیگ   | چمپیونشیپ     | ۲           | ۲           | ۰۹–۲۰۰۸، ۱۸–۲۰۱۷                   |                 |                                             |
| داخلی               | لیگ   | دسته اول      | ۲           |             |                                    |                 |                                             |
| داخلی               | لیگ   | دسته دوم      | ۲           | ۲           | ۳۲–۱۹۳۱، ۷۷–۱۹۷۶                   | ۲               | ۶۷–۱۹۶۶، ۸۳–۱۹۸۲                            |
| داخلی               | لیگ   | لیگ یک        | ۳           | ۱           | ۱۴–۲۰۱۳                            |                 |                                             |
| داخلی               | لیگ   | دسته سوم      | ۳           | ۱           | ۸۹–۱۹۸۸                            |                 |                                             |
| داخلی               | لیگ   | دسته سوم شمال | ۳           | ۱           | ۲۴–۱۹۲۳                            |                 |                                             |
| داخلی               | لیگ   | دسته چهارم    | ۴           | ۱           | ۸۸–۱۹۸۷                            |                 |                                             |
| داخلی               | جام   | جام حذفی      | جام حذفی    | ۴           | ۹۳–۱۸۹۲، ۰۸–۱۹۰۷، ۴۹–۱۹۴۸، ۶۰–۱۹۵۹ | ۴               | ۹۶–۱۸۹۵، ۸۹–۱۸۸۸، ۲۱–۱۹۲۰، ۳۹–۱۹۳۸          |
| داخلی               | جام   | جام اتحادیه   | جام اتحادیه | ۲           | ۷۴–۱۹۷۳، ۸۰–۱۹۷۹                   |                 |                                             |
| داخلی               | جام   | جام خیریه     | جام خیریه   | ۴           | ۱۹۴۹، ۱۹۵۴، ۱۹۵۹، ۱۹۶۰             |                 |                                             |
| داخلی               | جام   | جام اعضا      | جام اعضا    | ۴           |                                    |                 |                                             |
| داخلی               | جام   | جام جنگ       | جام جنگ     | ۱           | ۱۹۴۲                               |                 |                                             |
| اروپائی / بین‌المللی | جام   | لیگ اروپا     | لیگ اروپا   |             |                                    | ۱               | ۷۲–۱۹۷۱                                     |
| اروپائی / بین‌المللی | جام   | جام تکزاکو    | جام تکزاکو  | ۱           | ۷۱–۱۹۷۰                            |                 |                                             |
| اروپائی / بین‌المللی | جام   | جام یواس‌ای    | جام یواس‌ای  | ۱           | ۱۹۶۷                               |                 |                                             |

## یادداشت
1. ↑  ولورهمپتون در پایان فصل ۰۶–۱۹۰۵ به دسته دوم سقوط کرد.
2. ↑  در فصل ۸۳–۱۹۸۲، یک بار به دسته بالاتر صعود کرد.
3. ↑  در حال حاضر، دسته چهارم لیگ فوتبال، لیگ دو فوتبال انگلستان نام دارد.
4. ↑  (که اکنون با نام لیگ قهرمانان اروپا شناخته می‌شود)
5. ↑  باشگاه فوتبال آبردین اسکاتلند با نام واشینگتن ویپس در رقابت‌ها حضور داشت.
6. ↑  رنگ «طلای کهنه» برای مدت کوتاهی در طول سال‌های ۲۰۰۰ تا ۲۰۰۲ مجددا استفاده شد.
7. ↑  در سالهای ۱۹۴۹، ۱۹۵۴ و ۱۹۶۰ قهرمانی مشترک بوده است.

## واژه‌نامه
1. 1 2  Wolves
2. ↑  the Old Gold
3. 1 2 3 4  St. Luke's F.C.
4. ↑  Jeff Shi
5. ↑  (به فارسی: گرگ‌ها)
6. ↑  The Rough Guide to English Football
7. ↑  John Baynton
8. ↑  Harry Barcroft
9. ↑  Blakenhall Wanderers
10. ↑  Wrekin Cup
11. ↑  Molineux Grounds
12. ↑  Peter Davies
13. ↑  Goldthorn Hill
14. ↑  Lower Villiers Street
15. ↑  Fighting Cocks Inn
16. ↑  New Bucks Head Ground